# (5853) 1992 QG
(5853) 1992 QG (1992 QG, 1950 HM1, 1977 RA9, 1985 VF4) — астероїд головного поясу, відкритий 26 серпня 1992 року.
Тіссеранів параметр щодо Юпітера — 3,505.